# Islandia na Letnich Igrzyskach Olimpijskich 2008
Islandię na Letnich Igrzyskach Olimpijskich 2008 reprezentowało 29 zawodników. Jedyny medal – srebrny, zdobyła reprezentacja w piłce ręcznej mężczyzn.
Był to 18. start reprezentacji Islandii na letnich igrzyskach olimpijskich.

## Zdobyte medale
| Medal  | Zawodnicy | Dyscyplina            |
| ------ | --- | --------------------- |
| Srebro | Alexander Petersson, Arnór Atlason, Asgeir Örn Hallgrimsson, Björgvin Páll Gústavsson, Guðjón Valur Sigurðsson, Hreiðar Guðmundsson, Ingimundur Ingimundarson, Logi Geirsson, Ólafur Stefánsson, Robert Gunnarsson, Sigfús Sigurðsson, Snorri Steinn Guðjónsson, Sturla Ásgeirsson, Sverre Andreas Jakobsson, rezerwowy Bjarni Fritzson | Piłka ręczna mężczyzn |

## Wyniki reprezentantów

### Badminton

#### Kobiety
| Zawodnik            | Konkurencja           | 1/32 finału                     | 1/16 finału      | 1/8 finału       | Ćwierćfinał      | Półfinał         | O brąz           | Finał            | Pozycja  | Źródło |
| Zawodnik            | Konkurencja           | Przeciwnik Wynik                | Przeciwnik Wynik | Przeciwnik Wynik | Przeciwnik Wynik | Przeciwnik Wynik | Przeciwnik Wynik | Przeciwnik Wynik | Pozycja  | Źródło |
| ------------------- | --------------------- | ------------------------------- | ---------------- | ---------------- | ---------------- | ---------------- | ---------------- | ---------------- | -------- | ------ |
| Ragna Ingólfsdóttir | Gra pojedyncza kobiet | Eriko Hirose P 0-2 (6-21, 7-19) | NQ               | NQ               | NQ               | NQ               | NQ               | NQ               | 33.- 47. | [ 1 ]  |

### Judo

#### Mężczyźni
| Zawodnik              | Konkurencja   | 1/32 finału                | 1/16 finału                       | 1/8 finału       | Ćwierćfinały     | Półfinały        | Repasaże o brązowy medal | Repasaże o brązowy medal | Repasaże o brązowy medal | Repasaże o brązowy medal | Repasaże o brązowy medal | Finał            | Pozycja  | Źródło |
| Zawodnik              | Konkurencja   | 1/32 finału                | 1/16 finału                       | 1/8 finału       | Ćwierćfinały     | Półfinały        | Runda 1.                 | Runda 2.                 | Runda 2.                 | Runda 2.                 | O brąz                   | Finał            | Pozycja  | Źródło |
| Zawodnik              | Konkurencja   | Przeciwnik Wynik           | Przeciwnik Wynik                  | Przeciwnik Wynik | Przeciwnik Wynik | Przeciwnik Wynik | Przeciwnik Wynik         | Przeciwnik Wynik         | Przeciwnik Wynik         | Przeciwnik Wynik         | Przeciwnik Wynik         | Przeciwnik Wynik | Pozycja  | Źródło |
| --------------------- | ------------- | -------------------------- | --------------------------------- | ---------------- | ---------------- | ---------------- | ------------------------ | ------------------------ | ------------------------ | ------------------------ | ------------------------ | ---------------- | -------- | ------ |
| Þormóður Árni Jónsson | Waga do 95 kg | Pablo Figueroa W 1000-0001 | Mohammad Reza Roudaki P 0001-1000 | NQ               | NQ               | NQ               | NQ                       | NQ                       | NQ                       | NQ                       | NQ                       | NQ               | 17.- 20. | [ 2 ]  |

### Lekkoatletyka

#### Konkurencje techniczne

##### Mężczyźni
| Zawodnik         | Konkurencja | Eliminacje | Eliminacje | Finał | Finał   | Źródło |
| Zawodnik         | Konkurencja | Wynik      | Pozycja    | Wynik | Pozycja | Źródło |
| ---------------- | ----------- | ---------- | ---------- | ----- | ------- | ------ |
| Bergur Petursson | Rzut młotem | 71,63 m    | 25.        | NQ    | NQ      | [ 3 ]  |

##### Kobiety
| Zawodnik              | Konkurencja    | Eliminacje | Eliminacje | Finał | Finał   | Źródło |
| Zawodnik              | Konkurencja    | Wynik      | Pozycja    | Wynik | Pozycja | Źródło |
| --------------------- | -------------- | ---------- | ---------- | ----- | ------- | ------ |
| Þórey Edda Elísdóttir | Skok o tyczce  | 4,15 m     | 23.        | NQ    | NQ      | [ 4 ]  |
| Ásdís Hjálmsdóttir    | Rzut oszczepem | 48,59 m    | 50.        | NQ    | NQ      | [ 5 ]  |

### Piłka ręczna
| Zawodnik         | Faza grupowa     | Faza grupowa     | Faza grupowa             | Faza grupowa     | Faza grupowa     | Faza grupowa                       | Faza grupowa | Ćwierćfinały     | Półfinały         | O Brąz           | Finał            | Pozycja | Źródło |
| Zawodnik         | Przeciwnik Wynik | Przeciwnik Wynik | Przeciwnik Wynik         | Przeciwnik Wynik | Przeciwnik Wynik | Punkty Bilans meczów Bilans bramek | Pozycja      | Przeciwnik Wynik | Przeciwnik Wynik  | Przeciwnik Wynik | Przeciwnik Wynik | Pozycja | Źródło |
| ---------------- | ---------------- | ---------------- | ------------------------ | ---------------- | ---------------- | ---------------------------------- | ------------ | ---------------- | ----------------- | ---------------- | ---------------- | ------- | ------ |
| drużyna mężczyzn | Rosja Z 33-31    | Niemcy Z 33-29   | Korea Południowa P 21-22 | Dania R 32-32    | Egipt R 32-32    | 6 pkt 2-2-1 151-146                | 3. Q         | Polska Z 32-30   | Hiszpania Z 36-30 | BYE              | Francja P 23-28  | srebro  | [ 6 ]  |

#### Skład
| Numer | Zawodnik                 | Pozycja          | Wiek | Klub                   |
| ----- | ------------------------ | ---------------- | ---- | ---------------------- |
| 1     | Björgvin Páll Gústavsson | Bramkarz         | 23   | Fram Reykjavík         |
| 3     | Logi Geirsson            | Lewy obrońca     | 25   | TBV Lemgo              |
| 5     | Sigfús Sigurðsson        | Obrotowy         | 33   | Valur Reykjavík        |
| 6     | Asgeir Örn Hallgrimsson  | Prawy obrońca    | 24   | GOG Håndbold           |
| 7     | Arnór Atlason            | Lewy obrońca     | 24   | FC København           |
| 9     | Guðjón Valur Sigurðsson  | Lewoskrzydłowy   | 29   | VfL Gummersbach        |
| 10    | Snorri Steinn Guðjónsson | Środkowy obrońca | 26   | GOG Håndbold           |
| 11    | Ólafur Stefánsson        | Prawy obrońca    | 35   | BM Ciudad Real         |
| 14    | Sturla Ásgeirsson        | Lewoskrzydłowy   | 28   | Aarhus GF              |
| 15    | Alexander Petersson      | Prawoskrzydłowy  | 28   | SG Flensburg-Handewitt |
| 16    | Hreiðar Guðmundsson      | Bramkarz         | 27   | IK Sävehof             |
| 17    | Sverre Andreas Jakobsson | Obrotowy         | 31   | HK Kópavogs            |
| 18    | Robert Gunnarsson        | Obrotowy         | 28   | VfL Gummersbach        |
| 19    | Ingimundur Ingimundarson | Lewy obrońca     | 28   | Elverum Håndball       |

#### Mecze
| Faza         | Data       | Przeciwnik       | Wynik         | Bramki dla Islandii |
| ------------ | ---------- | ---------------- | ------------- | --- |
| Faza grupowa | 10.08.2008 | Rosja            | 31-33 (16-19) | S. S. Guðjónsson – 12 A. Atlason – 6 A. Petersson – 6 Ó. Stefánsson – 3 S. Ásgeirsson – 3 R. Gunnarsson – 2 A. Ö. Hallgrimsson – 1                                           |
| Faza grupowa | 12.08.2008 | Niemcy           | 33-29 (17-14) | S. S. Guðjónsson – 8 G. V. Sigurðsson – 7 A. Petersson – 5 A. Atlason – 4 Ó. Stefánsson – 4 L. Geirsson – 3 R. Gunnarsson – 2                                                |
| Faza grupowa | 14.08.2008 | Korea Południowa | 22-21 (10-9)  | L. Geirsson – 5 G. V. Sigurðsson – 5 A. Petersson – 4 S. Sigurðsson – 2 A. Atlason – 2 S. S. Guðjónsson – 1 Ó. Stefánsson – 1 I. Ingimundarson – 1                           |
| Faza grupowa | 16.08.2008 | Dania            | 32-32 (18-17) | S. S. Guðjónsson – 8 G. V. Sigurðsson – 6 Ó. Stefánsson – 5 A. Atlason – 4 A. Petersson – 3 R. Gunnarsson – 3 A. Ö. Hallgrimsson – 2 S. Sigurðsson – 1                       |
| Faza grupowa | 18.08.2008 | Egipt            | 32-32 (14-17) | G. V. Sigurðsson – 10 R. Gunnarsson – 6 S. S. Guðjónsson – 4 L. Geirsson – 3 A. Petersson – 3 A. Atlason – 2 Ó. Stefánsson – 2 S. Sigurðsson – 1 A. Ö. Hallgrimsson – 1      |
| Ćwierćfinał  | 20.08.2008 | Polska           | 32-30 (19-14) | A. Petersson – 6 G. V. Sigurðsson – 5 S. S. Guðjónsson – 5 L. Geirsson – 4 Ó. Stefánsson – 4 A. Atlason – 3 R. Gunnarsson – 3 S. Sigurðsson – 1 I. Ingimundarson – 1         |
| Półfinał     | 22.08.2008 | Hiszpania        | 36-30 (17-15) | L. Geirsson – 7 G. V. Sigurðsson – 7 S. S. Guðjónsson – 6 Ó. Stefánsson – 5 A. Ö. Hallgrimsson – 3 S. Sigurðsson – 2 A. Petersson – 2 R. Gunnarsson – 2 I. Ingimundarson – 2 |
| Finał        | 26.08.2008 | Francja          | 28-23 (15-10) | Ó. Stefánsson – 5 A. Atlason – 4 S. S. Guðjónsson – 4 L. Geirsson – 3 G. V. Sigurðsson – 3 A. Petersson – 2 S. Sigurðsson – 1 R. Gunnarsson – 1                              |

### Pływanie

#### Mężczyźni
| Zawodnik              | Konkurencja              | Eliminacje | Eliminacje | Półfinały | Półfinały | Finał | Finał   | Pozycja | Źródło |
| Zawodnik              | Konkurencja              | Czas       | Pozycja    | Czas      | Pozycja   | Czas  | Pozycja | Pozycja | Źródło |
| --------------------- | ------------------------ | ---------- | ---------- | --------- | --------- | ----- | ------- | ------- | ------ |
| Árni Már Árnason      | 50 m stylem dowolnym     | 22.81      | 3.         | NQ        | NQ        | NQ    | NQ      | 44.     | [ 8 ]  |
| Örn Arnarson          | 100 m stylem dowolnym    | 50.68      | 8.         | NQ        | NQ        | NQ    | NQ      | 49.     | [ 9 ]  |
| Örn Arnarson          | 100 m stylem grzbietowym | 56.15      | 3.         | NQ        | NQ        | NQ    | NQ      | 35.     | [ 9 ]  |
| Jakob Sveinsson       | 100 m stylem klasycznym  | 1:02.50    | 7.         | NQ        | NQ        | NQ    | NQ      | 47.     | [ 10 ] |
| Jakob Sveinsson       | 200 m stylem klasycznym  | 2:15.58    | 2.         | NQ        | NQ        | NQ    | NQ      | 38.     | [ 10 ] |
| Hjörtur Már Reynisson | 100 m stylem motylkowym  | 54.17      | 5.         | NQ        | NQ        | NQ    | NQ      | 52.     | [ 11 ] |

#### Kobiety
| Zawodnik                 | Konkurencja              | Eliminacje | Eliminacje | Półfinały | Półfinały | Finał | Finał   | Pozycja | Źródło |
| Zawodnik                 | Konkurencja              | Czas       | Pozycja    | Czas      | Pozycja   | Czas  | Pozycja | Pozycja | Źródło |
| ------------------------ | ------------------------ | ---------- | ---------- | --------- | --------- | ----- | ------- | ------- | ------ |
| Ragnheiður Ragnarsdóttir | 50 m stylem dowolnym     | 25.82      | 4.         | NQ        | NQ        | NQ    | NQ      | 36.     | [ 12 ] |
| Ragnheiður Ragnarsdóttir | 100 m stylem dowolnym    | 56.35      | 5.         | NQ        | NQ        | NQ    | NQ      | 35.     | [ 12 ] |
| Sigrún Brá Sverrisdóttir | 200 m stylem dowolnym    | 2:04.82    | 6.         | NQ        | NQ        | NQ    | NQ      | 45.     | [ 13 ] |
| Sarah Bateman            | 100 m stylem grzbietowym | 1:03.82    | 8.         | NQ        | NQ        | NQ    | NQ      | 41.     | [ 14 ] |
| Erla Dögg Haraldsdóttir  | 100 m stylem klasycznym  | 1:11.78    | 6.         | NQ        | NQ        | NQ    | NQ      | 40.     | [ 15 ] |
| Erla Dögg Haraldsdóttir  | 200 m stylem zmiennym    | 2:20.53    | 4.         | NQ        | NQ        | NQ    | NQ      | 35.     | [ 15 ] |